# محمد ولد عبدي
الشاعر د. محمد ولد عبدي، من أهم نقاد وشعراء موريتانيا المعاصرين، وهو شاعر و ناقد وأديب وخبير ثقافي من بلاد شنقيط “موريتانيا” ( 1964 - 2014 ) صدرت له العديد من المؤلفات والكتب الشعرية و النقدية والأدبية و يعد أحد أهم روّاد الحداثة في الوطن العربي.

## اسمه الكامل و ولادته
مُحمّد بن مُحمّد المُصطفَى بن بُدّه بن المُختار بن عَبدِي بن مْباركْ بن أَحمد الخَنْفَرِي الشّنقِيطِي,
ولد عام 1964م في ولاية العصابة شرق موريتانيا وتحديداً مدينة گرو المعروفة بكونها مركز علمي و ثقافي و أدبي كبير وثروه تراثية للأمة العربية و الإسلامية كونها أخرجت علماء و شعراء و أدباء لمعت أسمائهم في شتى المجالات العلمية.
كما أنها معروفة بضمها لأكبر واحات النخيل في الشرق الموريتاني ويتجمع أبناء القرية عند ذلك النخيل ويتدارسون العلم و الفقه و يقرضون الشعر وينظمونه، حتى لمع اسم الشاعر محمد ولد عبدي في أوساط القرية بتمكنه ومهارته الفريدة في الإرتجال و المحاورة

## النشأة
إبتدء من الكتاتيب و المحاضر في بادية بلاد شنقيط، التي نشأ فيها الشاعر محمد ولد عبدي، تعلّم القرآن الكريم في قرية كرو النائية في ولاية العصابة، شرق موريتانيا، و غرف محمد ولد عبدي أصول اللغة العربية على يد والده الشيخ محمد المصطفى ابن عبدي ومشايخ منطقته ودرس متون اللغة العربية والفقه المالكي والسنة النبوية وبدأ في نظم الشعر في سن الطفولة، ليرحل بعلومه التراثية تلك إلى العاصمة نواكشوط بعد سنوات، ثم إلى عوالم قرأ فيها الشاعر البدوي عشقها للشعر العربي وهيامها بآفاقه، ليستقر في المشرق العربي، في أبو ظبي لمدة طويلة، قبل أن يفارق الحياة إثر مرض السرطان.

## المؤهلات العلمية
- (1) شهادة الدكتوراه في الآداب تخصص المناهج النقدية المعاصرة والنص القديم 2007 جامعة محمد الخامس – الرباط
- (2) شهادة الدراسات العليا (الماجستير) 1987- 1988 جامعة محمد الخامس – الرباط.
- (3) شهادة المتريز في الآداب العصرية 1985- 1986 جامعة نواكشوط.
- (4) الثانوية العامة 1981- 1982م

درس القرآن الكريم ومتون اللغة العربية والفقه المالكي على يد والده ومشايخ مدينته ثم دخل التعليم النظامي.

## الأنشطة العلمية والثقافية
- عضو اتحاد الكتاب العرب.
- عضو رابطة الأدباء الموريتانيين.
- عضو اتحاد كتاب وأدباء الإمارات.

شارك في غالبية المؤتمرات والمهرجانات الثقافية في الوطن العربي (مهرجان قرطاج بتونس، مهرجان المربد الشعري بالعراق، مهرجان النهر الصناعي بليبيا، معرض الكتاب بالقاهرة) هذا علاوة على المشاركة في أنشطة أخرى أوروبية: مؤتمر أدباء الفرنكوفونية (باريس 1986)، مؤتمر الأدب الأندلسي (مدريد 1987) وأنشطة أفريقية: مؤتمر اتحاد الكتاب الأفارقة (ساحل العاج 1988).
- أشرف على تنظيم المؤتمر الأول لرؤساء الجامعات والمعاهد العربية العليا المنعقد في نواكشوط برعاية وزارة التعليم العالي وبالتعاون مع الجامعة العربية بتاريخ 15/5/1989م.
- ترأس اللجنة الثقافية التابعة لاتحاد كتاب وأدباء الإمارات (فرع أبوظبي) وأشرف على أنشطتها الثقافية لدورات عديدة ابتداء من سنة 1991م.
- أشرف على إدارة الفعاليات الثقافية المصاحبة لمعرض الكتاب الدولي المنظم من طرف المجمع الثقافي بأبو ظبي لدورتي : 1997 و 1998.
- أدار العديد من الندوات والمحاضرات في المجمع الثقافي واتحاد كتاب وأدباء الإمارات (فرع أبو ظبي).
- قام بإلقاء الكثير من المحاضرات والأمسيات الشعرية بمنابر عديدة داخل الإمارات وخارجها.
- ترجم له في معجم البابطين للشعراء العرب المعاصرين ج 4 ص 618.
- أقيمت على شعره عدة دراسات وبحوث جامعية في جامعة نواكشوط والجامعة التونسية وجامعة القاهرة وجامعة محمد الخامس بالرباط، كما نشر عنه في العديد من المجلات والجرائد العربية.
- له العديد من الدراسات والبحوث الموثقة في الكثير من المجلات المحكمة كما أن له الكثير من المقالات في الجرائد العربية.

## المناصب والخبرات المهنية
- عضو اللجنة العليا المشرفة على برنامج " أمير الشعراء" الذي تنتجه وتشرف عليه هيئة أبوظبي للثقافة والتراث.

- عمل مخطط ثقافي بهيئة أبوظبي للثقافة والتراث- أبوظبي. منذ 2006 حتى وفاته.

```
* رئيس قسم الثقافة بالمجمع الثقافي في أبو ظبي من 6/2/2005م – 25-12-2006.
```

```
* رئيس قسم المخطوطات باللجنة العليا للتراث والتاريخ بدولة الإمارات العربية المتحدة من تاريخ 1/7/1991 ولغاية 25/9/1999م
```

- عمل أستاذا لمناهج النقد الحديث في المدرسة العليا للتعليم، نواكشوط- 1988- 1990م.

```
* عمل كاتب صحفي ومدقق لغوي في الوكالة الموريتانية للصحافة من تاريخ 1/2/1980 وإلى غاية 1/10/1990م.
```

```
* عمل مترجم (فرنسي /عربي والعكس) في الشركة المتحدة لأعمال ما وراء النهر ( شركة موريتانية سنغالية) من تاريخ 5/10/1985 ولغاية 19/11/1987.
```

## المؤلفات
1- الشعر:
- الأرض السائبة (شعر)
- برك الكلام (شعر)
- كتاب الرحيل وتليه الفصوص (شعر)

2- النقد.
- جدلية الشرق والغرب في الشعر العربي المعاصر (شعر)
- ما بعد المليون شاعر: مدخل لقراءة الشعر الموريتاني المعاصر (نقد)
- فتنة الأثر (خطى ابن بطوطة في الآنادول) أدب الرحلة.
- تفكيكات (مقاربات نقدية في نصوص إماراتية( (نقد)
- تحقيق كتاب: عمدة الأديب في معرفة القريض والنسيب: لابن عبد الله الكمليلي 1986.

## مرضه و وفاته
أصيب الشاعر بمرض السرطان في الغدة اللمفاوية وبدأ رحلته العلاجية من الإمارات العربية المتحدة إلى عدة دول منها فرنسا وتونس والسعودية ثم عاد إلى الإمارات بعدما تمكن منه المرض. 
وفي أيامه الأخيرة تجمع أبناء شعبه ومحبيه في ممرات المستشفى بإزدحام، وخفقت قلوبهم مع تطوّر السرطان الذي ألقاه طريحاً لأشهر طويلة، ليتناوب أصدقاءه و محبيه على قراءة القرآن عند رأسه، حتى انتقل الى جوار ربه في اليوم السادس من ربيع الأول عام ١٤٣٦ هـ، الموافق ٢٨-١٢-٢٠١٤ م عن عمر ناهز الخمسين عام، و دُفن في مقبرة بني ياس في أبو ظبي، بعد صراع طويل مع المرض وأفتقدت الساحة الأدبية و الشعرية و الأمة العربية أحد أهم روّاد الحداثة المعاصرين. 
وأُقيمت ندوات تأبينية تنعى الشاعر وكان وفاء شعراء بلاد شنقيط لإبن بلادهم كبيراً، فأعلنوا الحداد، وعلقت الأنشطة الثقافية في موريتانيا، وأعلن اتحاد الأدباء والكتاب الموريتانيين عن إلغاء كل مظاهر الاحتفال الفنية خلال المهرجان السنوي للأدب الموريتاني، بما في ذلك الفقرات الغنائية والموسيقية.
ومن اجمل القصائد اللتي أنهى بها مسيرته الحافلة وهي قصيدة «الإستشفائية» واللتي تُظهِر مدى الرجاء والإيمان والتسليم و الصبر والإحتساب لدى الشاعر.
والتي كتبها اثناء مرضه.
مولايَ أنت المجيبُ
```
            تشفي و أنت الطبيبُ
```

و هـا أنــا لـــهـوانـي
```
           أكـاد ضـعـفـا أذوبُ
```

وحـدي أقاوم عجـزي
```
          وقد غـزتني الذنوبُ
```

و الـكـلُّ مـني بعـيـدٌ
```
          إلاَّكَ أنـتَ الـقـريـبُ
```

كـفى بقربك منجىً 
```
     إذْ منْ سـواكَ يجيبُ؟!
```

ومن سواك ملاذي
```
     و من سواك الحسيبُ؟!
```

بك امتـلأتُ وحسبي
```
      بـك الـوحيدُ النصيبُ
```

إذا رضـيـتَ فـمـالي 
```
         بالعـالمـينَ سُـبَـيْـبُ
```

فالـحمدُ عند ابتلائي 
```
         لـمَّا تـدورُ الـخطوبُ
```

و الحمدُ عند اهتدائِي 
```
         للـحمدِ حينَ أذوبُ
```

و الحمدُ أن قَصِيدِي
```
         في الذِّكرِ بحرٌ طروبُ
```

ما بينَ بـسـطٍ و قبضٍ 
```
          بالـعـدوتيْنِ أجـوبُ
```

مـجـرَّدٌ مـنْ وُجودِي 
```
            إذْ فـي الجلالِ أغيبُ
```

و لـيـسَ لِي عـنـكَ بُـدٌّ 
```
            ولا مـقـامٌ رحـيـبُ
```

و أيـنَ لِـي يـا إلهِـي 
```
       إلاَّكَ أنـتَ الـمجيـبُ؟!
```

فـكـمْ دعاكَ سـقـيـمٌ 
```
         وكـمْ رجاكَ سليبُ؟!
```

و كـم تـضـرَّعَ فـقراً
```
        يـرجُو النّوالَ خطيبُ ؟!
```

و كـم إلـيك أناخـتْ 
```
       في الليلِ ثَمَّ القلوبُ؟!
```

و هـا أنـا يـا مـلاذي 
```
           تـكـالـبـتنِي الـكـروبُ
```

ولـيس لـي في افتقاري 
```
               إلاَّ إليكَ الـهـروبُ
```

بالـبابِ أطرقُ حـاشَى 
```
              من جاءَ حبواً يخيبُ
```

أرجـو شفاءً سـريعاً 
```
             مـن كـلِّ داءٍ يُـصيبُ
```

و هـل تَرى لرجائِي 
```
         بـعـد الشفاءِ نُـضـوبُ؟!
```

مـن جاء بابَ كـريمٍ 
```
              ثَـمَّ الـسُّـؤالُ يـطـيـبُ
```

أنا الذي خَلْفَ خطوي 
```
               من الخطايا العجيبُ
```

خمسونَ أَرسُفُ فيهاَ 
```
            و مَا ارْعَوانِي المَشِيبُ
```

فـي كـلِّ لـيلٍ خـطـاياَ  
```
                و كـلِّ يـومٍ عـيـوبُ
```

كـأنَّ عـمـري يـبـابٌ 
```
                أخـنَى علـيهِ الهبوبُ
```

غـداً إلـيـكَ مـآلِـي 
```
             فـقـدْ تـدانَى الـغُروبُ
```

فاغـدقْ عطاياكَ إنِّي 
```
              لـولاَ العَطاياَ أخـيبُ
```

و كُـنْ أنـيـسِي بِـدارٍ 
```
             بـهَا السَّليبُ غـريبُ
```

مَـالِـي سـوى أنَّ قلبِي 
```
              بـكَ الـكريمُ رطيبُ
```

و أنَّ لـطـفكَ سـرٌّ 
```
              بـه الـفـؤادُ خـصـيبُ
```

مولايَ يـقصرُ شعرِي 
```
             و الـحاجُ بـعدُ كثيبُ
```

مهمــا يـقـالُ بــأنِّـي
```
                 مـفـوَّهٌ و أريـبُ
```

فأنـتَ أعـلـمُ منِّي 
```
              أنـتَ الـعليمُ الـرَّقيبُ
```

و الـفقرُ حالِي و عُمرِي 
```
               بَدا عليهِ الشُّحوبُ
```

فـالطـفْ تكرَّمْ تجاوزْ
```
             و ارحمْ غداةَ أَؤُوبُ
```

بـجاهِ خيرِ الـبراياَ 
```
              ذاك الشـفيعُ الحبيبُ
```

لـولاهُ ظـلَّـتْ حيارَى
```
                في التِّيهِ ثَمَّ شُعوبُ
```

و مـا تَـراجَـع غَـيٌّ 
```
          و مـا اسـتـقالـتْ حروبُ
```

و مـا تـضـرَّع شـعــراً 
```
                   للهِ قـبـلُ أديـبُ
```

صلَّـى علـيهِ إلهِي 
```
            مـا هـبَّ ريـحٌ جـنـوبُ
```

و ما استمالَ شمالٌ 
```
                 و ما استفاضَ نسيبُ
```